# 특명! 학력파괴
특명! 학력파괴는 1997년 10월 26일부터 1997년 12월 21일까지 MBC에서 방영된 교양프로그램이다.

## 기획 의도
3명의 연예인들이 유명한 외국의 전문직업교육원에 찾아가 짧은 기간이나마 몸소 교육과정을 체험해보는 프로그램이다.